# 25275 Jocelynbell
25275 Jocelynbell (1998 VF33) là một tiểu hành tinh vành đai chính được phát hiện ngày 14 tháng 11 năm 1998 bởi R. A. Tucker ở Goodricke-Pigott Observatory.